# アシュレイ・ グレース
アシュレイ・グレース（英語: Ashley Grace、1987年1月27日 - ) はメキシコ系アメリカ人のシンガーソングライターです 。

## 私生活
アシュレイグレイスは、ルイジアナ州レイクチャールズ （1987年1月27日）、アントニオとマチルダペレスの娘で生まれました。彼女は歌手でもある1人の姉妹のハンナ・ニコール 、2人の兄弟（スティーヴンとサム）、そして2人の弟の兄弟（チャールズとジョシ）を持っています
アシュレイ の両親は、彼女のファーストアルバムのリリース後間もなく、2005年に離婚しました。アシュリーの父親と母親はアメリカ人です。アシュリーの祖父は、何世代にも渡ってチャールズ湖に住んでいる家族のメキシコ人とスペイン人の家系を持つアメリカ人です。
若い頃から、アシュリーは音楽への大きな情熱を持っていました。彼女は5歳で故郷の教会で歌い始め、プロの助言を求めました。

## ディスコグラフィー

### ハ・アッシュ
- 2003年：Ha*Ash
- 2005年：Mundos Opuestos
- 2008年：Habitación Doble
- 2011年：A Tiempo
- 2014年: Primera fila: Hecho realidad
- 2017年: 30 de febrero

### ソロアーティストとして

#### サウンドトラック
| 年     | タイトル           | 歌     | 参照  |
| ------ | ------------------ | ------ | ----- |
| 2016年 | Sing: Ven y canta! | Al fin | [ 7 ] |

#### コラボレーション
| 年     | 歌         | アーティスト    | アルバム | 参照  |
| ------ | ---------- | --------------- | -------- | ----- |
| 2013年 | 「ウネメ」 | Dan Masciarelli | ダイル   | [ 8 ] |

## フィルモグラフィー
| テレビ | テレビ                   | テレビ   | テレビ   | テレビ |
| 年     | タイトル                 | 役割     | ノート   | 参照   |
| ------ | ------------------------ | -------- | -------- | ------ |
| 2012年 | La voz México            | 彼女自身 | >コーチ  | [ 9 ]  |
| 2015年 | Me pongo de Pie          | 彼女自身 | コーチ   | [ 10 ] |
| 2018年 | Festival de Viña del Mar | 彼女自身 | 陪審員会 | [ 11 ] |

| 膜     | 膜                 | 膜    | 膜             | 膜     |
| 年     | タイトル           | 役割  | ノート'        | 参照   |
| ------ | ------------------ | ----- | -------------- | ------ |
| 2009年 | Igor (film)        | Heidi | スペイン語の声 | [ 12 ] |
| 2016年 | Sing: Ven y canta! | Ash   | スペイン語の声 | [ 13 ] |